# Pataus syndrom
Pataus syndrom (eller trisomi 13), opkaldt efter Klaus Patau, der i 1960 beskrev det som en kromosomfejl. Det kliniske billede af syndromet blev beskrevet af Thomas Bartholin i 1656; det kendes derfor også som Bartholin–Patau syndromet.
Personer med Pataus syndrom har ofte svære misdannelser. De forventes sjældent at leve mere end 10 år, oftest højst nogle måneder. 
Tilstanden skyldes en trisomi af kromosom nummer 13, dvs. at der er et tredje kromosom, hvor normale personer kun har to.